# 7159 Bobjoseph
7159 Bobjoseph è un asteroide della fascia principale. Scoperto nel 1981, presenta un'orbita caratterizzata da un semiasse maggiore pari a 2,2930882 UA e da un'eccentricità di 0,1725916, inclinata di 4,57253° rispetto all'eclittica.